# Julien Loth
Pour les articles homonymes, voir Loth (homonymie).
Julien Élie Joseph Marie Loth, né le 23 juillet 1837 à Lille et mort le 5 janvier 1913 à Rouen, est un ecclésiastique et historien français.

## Biographie
Issu d’une famille inscrite au livre des bourgeois en 1674, Loth devint prêtre à Rouen en 1861 et fut professeur d’éloquence sacrée à la faculté de théologie de cette ville de 1869 à 1885. Chanoine honoraire en 1875, puis docteur en théologie de Rome et de l’Université de France, il devint en 1885 curé de Saint-Maclou de Rouen. 
Membre de l’Académie de Rouen depuis 1872, il en devint le président en 1884-1885. En 1863, il devint membre de la Société des antiquaires de Normandie, de la commission départementale des antiquités de la Seine-Inférieure depuis 1868, et du conseil de la Société de l'histoire de Normandie depuis sa fondation en 1872, etc.

## Distinctions
- Officier d'académie

## Publications
- La Cathédrale de Rouen, son histoire et description depuis les origines jusqu’à nos jours, Rouen, Fleury, 1879, in-8o, 622 p. ;
- Les Conventionnels de la Seine-Inférieure, Rouen, Cagniard, 1883, in-8o, 409 p. ;
- Histoire de l’Abbaye royale de Saint-Pierre de Jumièges, (pour la Société de l’histoire de Normandie), 3 vol. in-8o, Rouen, 1883-84-85, Métairie, libraire de la Société.
- Fénelon orateur, in-12 de 243 pages, deux éditions, Évreux, Hérissey,1890.
- Notre-Dame de Bonsecours, Rouen, Auge, 1891, in-4°, 242 p. ;
- Une visite à l’église Saint-Maclou, avec dessins. Rouen, Migard, 1892, in-8o, 121 p. ;
- Histoire du cardinal de La Rochefoucauld et du diocèse de Rouen pendant la Révolution, Évreux, Imprimerie de l’Eure, 1893, grand in-8o, xxvii-756 p.
- Les cloches des Églises de Rouen, Rouen, Imprimerie L. Mégard, 1903, 78 p.
- Les communautés religieuses de femmes de la ville de Rouen pendant la Révolution, Rouen, Fleury, 1872.
- Notice historique sur les Clarisses de Rouen, Rouen, 1868.

## Sources
- Société française des collectionneurs d’ex-libris, vol. 3-4, Paris, Au Siège de la Société, 1896, p. 176;
- Dictionnaire biographique des notabilités de la Seine-Inférieure, Paris, H. Jouve, 1892.
- Chanoine Louis Prévost, Histoire de la paroisse et des curés de Saint-Maclou, depuis la Fondation jusqu'à nos jours (1219-1966), Rouen, Éditions Maugard, 1970.